# Lavegahau
Lavegahau – miejscowość w Wallis i Futunie (wspólnota zamorska Francji), położona na wyspie Uvea, w dystrykcie Mua. Według spisu powszechnego z 2018 roku, liczyła 330 mieszkańców.